# I Need Mine
I Need Mine, conosciuto anche come I Need Mine $$ è il terzo album del rapper Lil' Flip, pubblicato il 27 marzo 2007 per le label Warner Bros., Asylum e Clover G.
Questo è il primo album in studio di Flip ad essere pubblicato sotto l'etichetta Clover G Records, che il rapper fondò nel 2004 dopo aver abbandonato la Suckafree (tutti i precedenti lavori erano infatti stati pubblicati sotto tale etichetta).

## Informazioni
Per sfruttare il grande riscontro di pubblico e critica che ottenne il precedente album U Gotta Feel Me, edito dalla Sony Urban Music, Flip e la Sony pattuirono che il nuovo disco sarebbe uscito esattamente l'anno dopo (nel 2005). La versione di I Need Mine programmata per quell'anno e ultimata al più presto includeva un solo disco, 19 tracce totali ed una copertina diversa, con Flip in piedi davanti a una lussuosa auto di colore nero e con dei grattacieli luminosi alle spalle. Tuttavia la Sony Records volle all'ultimo costringere Flip a rompere il rispettivo contratto (si ritiene al fine di non permettere al rapper di coinvolgerla in una terza denuncia per violazione di copyright, dopo le due mosse contro di essa appena l’anno precedente dal compositore Tommy L. Granville e addirittura dalla Namco), negando di conseguenza l'autorizzazione a pubblicare l'album il quale finì anche illegalmente su Internet poco tempo dopo. 
l’album fu in seguito integrato con ulteriori nuove tracce nel corso dei due anni successivi ed infine pubblicato nel 2007, sotto l’Asylum e la Warner Bros. Records.

## Tracce

### Disco 1
| #  | Titolo                                | Produttore\i                    | Collaborazioni       | Durata |
| -- | ------------------------------------- | ------------------------------- | -------------------- | ------ |
| 1  | "Intro"                               | Lil' Flip                       |                      | 0:59   |
| 2  | "I Get Money"                         | The Synphony                    | Rick Ross            | 3:41   |
| 3  | "Fly Boy"                             | Lil' Flip & Shorty P            |                      | 3:58   |
| 4  | "Ghetto Mindstate (Can't Get Away)" * | The Synphony                    | Lyfe Jennings        | 3:54   |
| 5  | "Bust A Clip"                         | Attractive Productions          |                      | 4:03   |
| 6  | "Playa 4 Life"                        | The Synphony                    | Chamillionaire       | 4:01   |
| 7  | "Starched & Cleaned"                  | Carnival Beatz                  | Big Pokey, Lil' Keke | 4:41   |
| 8  | "Flippin'"                            | The Synphony                    | Mýa                  | 3:47   |
| 9  | "Addicted (Mary Jane)" *              | The Synphony                    |                      | 4:22   |
| 10 | "White Cup"                           | Lil' Flip & Shorty P            | Mike Jones           | 3:43   |
| 11 | "Find My Way" *                       | The Synphony & Russell Rockwell | Robin Andre          | 4:48   |
| 12 | "Single Mother"                       | The Synphony                    |                      | 3:57   |
| 13 | "Say It To My Face"                   | Z-Ro                            | Z-Ro                 | 3:45   |
| 14 | "Can't U Tell" *                      | DJ Squeaky                      | Squad Up, MJG        | 5:08   |
| 15 | "I Just Wanna Tell U" *               | DJ Paul & Juicy J               |                      | 2:31   |
| 16 | "Block Money"                         | Attractive Productions          |                      | 2:42   |
| 17 | "Sorry Lil' Mama" *                   | The Synphony                    | Z-Ro & Nutt          | 3:57   |
| 18 | "I'm a Baller (Flip My Chips)" *      | The Synphony & Falling Down     |                      | 3:22   |
| 19 | "Take You There" *                    | The Synphony                    | Nate Dogg            | 4:06   |
| 20 | "Hall of Fame Graveyard"              | The Synphony                    |                      | 3:33   |

### Disco 2
| #  | Titolo                      | Produttore\i           | Collaborazioni | Durata |
| -- | --------------------------- | ---------------------- | -------------- | ------ |
| 1  | "We Go Make It Out Da Hood" | Frank Nitty            | Big Shasta     | 3:51   |
| 2  | "Cruise Control"            | Attractive Productions |                | 3:25   |
| 3  | "Hustle"                    | Attractive Productions |                | 3:52   |
| 4  | "Real Hip-Hop"              | Mel Beatz              |                | 2:51   |
| 5  | "Stay Ballin'"              | Lil' Flip & Shorty P   | Yukmouth       | 4:37   |
| 6  | "Get It Crunk"              | Russell Rockwell       |                | 4:08   |
| 7  | "Tell Me" *                 | Scott Storch           | Collie Buddz   | 3:48   |
| 8  | "3,2,1 Go!" *               | DJ Paul & Juicy J      | Three 6 Mafia  | 4:24   |
| 9  | "Make It Shake"             | Lil' Flip & Shorty P   |                | 3:44   |
| 10 | "Pimp Juju (Skit)" *        | Lil' Flip              |                | 0:57   |
| 11 | "You'z A Trick" *           | Salaam Remi            |                | 4:08   |
| 12 | "The Souf" *                | Fyngaz                 | C-Note, D-Red  | 5:04   |
| 13 | "Family Tradition"          | Z-Ro                   |                | 4:14   |
| 14 | "What It Do" *              | Mannie Fresh           | Mannie Fresh   | 4:01   |
| 15 | "Warrior" *                 | Lil' Flip & Shorty P   |                | 3:36   |
| 16 | "Fly Boy [Remix]"           | Lil' Flip & Shorty P   | Mike Jones     | 3:58   |
| 17 | "You'z A Trick [Remix]"     | Salaam Remi            | UGK            | 4:49   |
| 18 | "Give Me a Beat"**          |                        |                | 3:12   |
| 19 | "After Party"**             |                        |                | 3:36   |